# Албрехт IV (Мекленбург)
Вижте пояснителната страница за други личности с името Албрехт IV.
Албрехт IV фон Мекленбург (на немски: Albrecht IV von Mecklenburg; * пр. 1363; † между 24 и 31 декември 1388) е херцог на Мекленбург като съ-регент от 1383 до 1388 г.

## Биография
Той е син на херцог Хайнрих III фон Мекленбург (1337 – 1383) и първата му съпруга Ингеборг Датска (1347 – 1370), дъщеря на крал Валдемар IV от Дания († 1375).
През 1371 или 1375 г. Албрехт IV е обявен от дядо му крал Валдемар IV Атердаг за негов наследник като крал на Швеция.  Обаче голяма част от благородниците го обявяват за свален и извикват на помощ Маргарета I, дъщерята на Валдемар. През 1376 г. тя поставя своя син Олав II за крал под нейното опекунство. Албрехт IV се откзава от трона.
След смъртта на баща му през 1383 г. Албрехт IV управлява Мекленбург заедно с чичо си Магнус I (1345 – 1384) и от 1384 г. заедно с неговия син Йохан IV (1370 – 1422).
Албрехт IV е женен (сгоден 1376) за Елизабет фон Холщайн (* 1384, † 28 май 1416), дъщеря на граф Николаус фон Холщайн-Рендсбург, и умира в края на 1388 г. Двамата нямат деца. През 1404 г. вдовицата му се омъжва за херцог Ерих V фон Саксония-Лауенбург († 1435).